# Cleora aequivoca
Cleora aequivoca är en fjärilsart som beskrevs av Louis Beethoven Prout 1929. Cleora aequivoca ingår i släktet Cleora och familjen mätare. Inga underarter finns listade i Catalogue of Life.